# Luigi D'Ambrosio
Gigio D'Ambrosio pseudônimo de Luigi D'Ambrosio (Imperia, 28 de Setembro de 1959) é jornalista e apresentador de rádio.

## Biografia
Em 1975 ele se juntou à recém formada Rádio Milano International (primeira rádio privada italiana), onde começou a sua carreira como DJ. Alguns anos mais tarde, D'Ambrosio tornou-se também o diretor artístico do One O One; a voz italiana durante mais de 20 anos de "American Top 40", posição Billboard, os singles dos EUA mais vendidos. Na década de 1980 também trabalhou como consultor de música para a Mediaset e para os mais importantes designers italianos.
Gigio trabalhou no "Disco Ring" na RAI e, em paralelo com a direção artística da Rádio 101,
como um ator de voz/alto-falante. Em 1990, ele fundou Rock FM e em 2001, conduziu no canal La7 o quiz "100%". Em 2005, retornou à TV como autor e produtor enquanto apresentava em programas da rádio 105 Classics.
Ele era um membro da Comissão da Juventude do Festival de Sanremo. Em 2009, tornou-se parte da família da RTL 102.5 com o programa "Non Stop News", a versão final de semana ao lado de Barbara Sala, e "Shake".

Atualmente transmite em "Suíte 102,5" com a Laura Ghislandi.